# Aérogramme (courrier)
Pour les articles homonymes, voir Aérogramme.

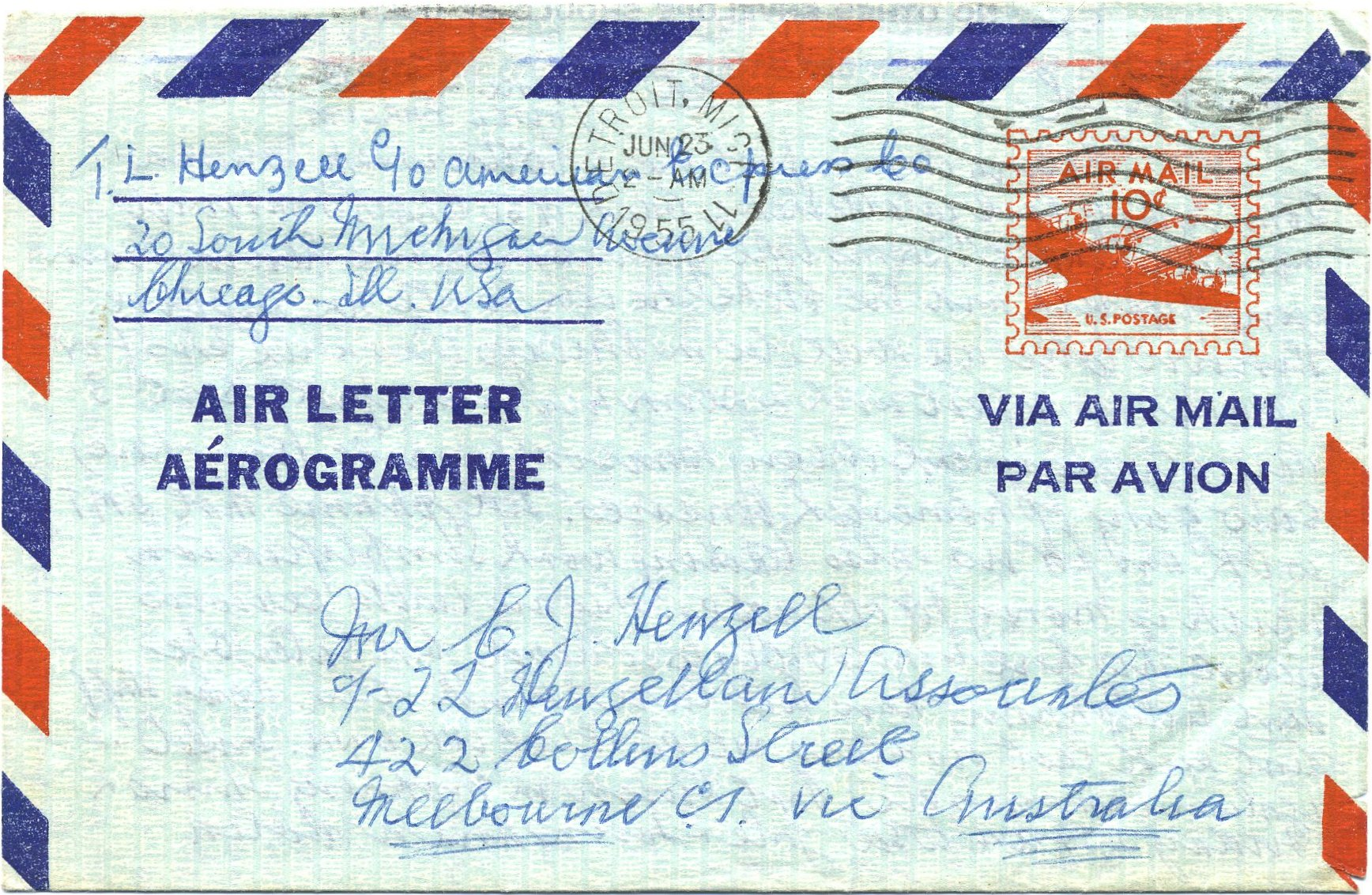
Aérogramme (1955).

L’aérogramme était un type d'entier postal commercialisé entre 1969 et 2002. Le poids ne doit pas dépasser 5 grammes. Il se compose d'une feuille de papier avec une bande de gomme sur deux ou trois côtés. Après écriture, la feuille peut être pliée et scellée à l'aide des bandes de gomme. Après cela, il peut être envoyé par avion. 
Sa particularité était d'avoir un tarif unique quelle que soit la destination du message. En raison du développement d'Internet et du courrier électronique, l'utilisation des aérogrammes a diminué.